# Стефенс, Дэррил
Дэррил Джозеф Стефенс (англ. Darryl Joseph Stephens, родился 7 марта 1974 года в Пасадине, Калифорния, США) — американский актёр.
С 1999 года сыграл более 60 ролей в кино и на телевидении, в том числе в фильмах «Круг» (2001), «Голубой пирог» (2006), «Парни как особая культура» (2007) и других. Появлялся в сериалах «ФАКультет», «Дурнушка», «Отчаянные домохозяйки», «Частная практика», «Двойник», «Раскаяния выжившего», «Две девицы на мели», «Третья положительная». Наибольшую известность актёру принесла роль Ноа Николсона в комедийно-драматическом сериале канала «Logo» «Ноев ковчег» (2005—2006).
Многие проекты, в которых актёр принимал участие, затрагивают ЛГБТ-тематику, а сам Дэррил Стефенс является открытым гомосексуалом.